# 과거가 완성될 때
《과거가 완성될 때》(过去完成时)는 2021년 1월 5일에 발매된 쥐징이의 싱글 앨범이다.

## 앨범 소개
해당 싱글은 2019년 6월의 싱글 《고독과 시》 (孤独与诗), 2020년 11월의 디지털 앨범 《연애의 구원》 (恋爱告急) 다음으로, 쥐징이의 이전과는 전혀 다른 스타일을 지닌 음악 작품이다. 이번에 그녀는 신선하고 따뜻한 아이돌의 청춘을 나타낸 곡 스타일로 돌아왔다. 겨울 속의 "자신에게, 과거에게" 말하는 따뜻한 이야기이며, 아쉬움 없는 청춘의 세월과 천진난만한 순백의 설원을 달콤하고 따뜻하게 나타내었으니 경청해보자.
또 다른 겨울이 오면서 닮은 눈과 닮은 지역, 닮은 빛이 담긴 풍경, 과거에 대한 추억이 떠오르게 된다. 제자리로 돌아오니, '사랑'이라는 시제가 후회 없이 '이미 완성'되었다는 것을 알게 되었다. 여전히 낭만적인 하얀 설원 속에서, 함께 그 순진함이 변하지 않도록 미래를 향해 나아가자.

## 트랙 리스트
| #  | 제목                                                  | 작사       | 작곡                        | 편곡                        | 재생 시간 |
| -- | ----------------------------------------------------- | ---------- | --------------------------- | --------------------------- | --------- |
| 1. | 〈과거가 완성될 때〉 (过去完成时)                     | 푸쿠(符酷) | 나카무라 타카히토(中村崇人) | 나카무라 타카히토(中村崇人) | 4:25      |
| 2. | 〈과거가 완성될 때 off vocal ver.〉 (过去完成时 伴奏) | 푸쿠(符酷) | 나카무라 타카히토(中村崇人) | 나카무라 타카히토(中村崇人) | 4:25      |